# Psychoneuro-immunologie
Psychoneuro-immunologie (PNI) is de studie naar de wisselwerking tussen de psyche, het zenuwstelsel en het immuunsysteem. PNI is interdisciplinair en put uit de psychologie, de neurowetenschappen, de immunologie, de endocrinologie en de klinische geneeskunde.
PNI bestudeert onder meer de functie van het neuro-endocriene immuunsysteem. Dit systeem zorgt voor de aansturing voor de afgifte van hormonen binnen het lichaam. Daarom wordt PNI ook wel psycho-endocrino-neuro-immunologie genoemd (PENI).

## Geschiedenis

### Ontstaansgeschiedenis
In 1975 toonden psycholoog Robert Ader en immunoloog Nicholas Cohen van de Universiteit van Rochester (New York) aan dat de immuunfunctie bij laboratoriumratten onderhevig is aan klassieke conditionering. Dit wil zeggen dat de mate waarin het lichaam lichaamsvreemd materiaal herkent en onschadelijk maakt ook een aangeleerd reflex kan zijn. Ze noemden het onderzoeksveld van deze interactie 'psychoneuro-immunologie'.
Ader onderzocht hoelang zo'n voorwaardelijke reflex duurt bij laboratoriumratten. Hij conditioneerde de ratten met suikerwater en het medicijn cyclofosfamide dat misselijkheid, smaakaversie en onderdrukking van het immuunsysteem veroorzaakt. Ader was verbaasd toen hij ontdekte dat na conditionering het geven van de suikeroplossing verband hield met de dood van een aantal proefdieren en hij opperde dat het immuunsysteem van de ratten werd onderdrukt na het toedienen van de voorwaardelijke prikkel.
Ader en Cohen toetsten deze hypothese door geconditioneerde en ongeconditioneerde proefdieren te vaccineren en deze en controlegroepen bloot te stellen aan de voorwaardelijke smaakprikkel en daarna de hoeveelheid geproduceerde antilichamen te meten. De resultaten waren steeds hetzelfde: bij geconditioneerde ratten die blootgesteld waren aan de voorwaardelijke prikkel werd het immuunsysteem inderdaad onderdrukt. Met andere woorden, een signaal via het zenuwstelsel (smaak) kan de weerstand tegen ziekten beïnvloeden.
In 1981 ontdekte David Felten, toen werkzaam aan de Indiana University School of Medicine, een netwerk van zenuwen die zowel naar de bloedvaten als naar organen van het immuunsysteem leiden. De onderzoekers vonden ook dat zenuwen in de thymus en de milt vlak naast clusters van lymfocyten, macrofagen en mestcellen eindigen. Deze cellen zijn allemaal van belang bij de immuunfunctie. Volgens Felten gaf dit een mogelijke verklaring hoe de interactie tussen het zenuwstelsel en het immuunsysteem plaatsvindt.
Ader, Cohen en Felten publiceerden in 1981 het boek 'Psychoneuroimmunology', waarin ze hun model van de onderliggende mechanismen beschreven en het beeld schetsten van het brein en het immuunsysteem die één enkel, geïntegreerd verdedigingssysteem vormen.
In 1985 ontdekte de neurofarmacoloog Candace Pert neuropeptidereceptoren op celmembranen in zowel de hersenen als in weefsel van het immuunsysteem. Volgens Pert suggereert de directe invloed van neuropeptiden en neurotransmitters op het immuunsysteem een wederzijdse beïnvloeding tussen emoties en immunologie.

### Historische achtergrond
Een relatie tussen het mentale en fysieke systeem is in de geschiedenis geregeld gesuggereerd. Een van de eerste vermeldingen, meer dan twee millennia geleden, is te vinden in het Chinese medische basiswerk Huangdi Neijing Suwen dat de ziekmakende invloed van emoties op het lichaam beschreef. Daarin werden emoties niet alleen als verzwakker van de weerstand gezien, maar ook als een op zichzelf staande ziekteoorzaak.
In 1936 bracht de endocrinoloog Hans Selye ratten in verschillende fysieke en psychische situaties en onderzocht hoe ze hierop reageerden. De ratten lieten een sterke reactie van het lichaam zien, te weten:
- vergrote bijnieren
- atrofie van de thymus
- maagzweren.

De bijnieren maken belangrijke hormonen aan; de thymus is onder meer de kraamkamer van T-lymfocyten.
Selye noemde deze reactie het 'algemene aanpassingssyndroom' (general adaptation syndrome). Deze reactie was niet specifiek op één middel, maar trad op na vele verschillende prikkels. Selye beschreef drie fases in dit syndroom:
1. alarmreactie
2. weerstandsperiode
3. uitputting en dood.

Hij publiceerde hierover in 1936 in het tijdschrift Nature.
In 1947 noemde hij dit begrip Stress en definieerde dat als: de aspecifieke reactie van het lichaam op eisen die aan het lichaam worden gesteld. Deze respons wordt bewerkstelligd door de hormonen van de bijnierschors: de corticosteroïden, zoals het hormoon cortisol.
Aansluitend toonde onderzoek bij psychiatrische patiënten een veranderde immuunfunctie aan, waaronder een vermindering van het aantal lymfocyten en een verminderde antilichaamreactie bij vaccinaties, vergeleken met een gezonde controlegroep. In 1964 gebruikten George F. Solomon en anderen voor het eerst de term psycho-immunologie.

## De interactie tussen immuunsysteem en hersenen
De hypothalamus-hypofyse-bijnieras (HHB-as) en het (ortho)sympathische zenuwstelsel zijn betrokken bij de communicatie tussen de hersenen en het immuunsysteem.
Bij stress verloopt de belangrijkste communicatie via de HHB-as. Deze reageert op fysieke en psychische uitdagingen om de homeostasis te handhaven. Cortisol speelt daarbij de centrale rol. HHB-asactiviteit en cytokinen zijn onlosmakelijk met elkaar verbonden: Cytokinen die vrijkomen bij een ontsteking stimuleren de afgifte van corticotropine en cortisol, terwijl corticosteroïden zoals cortisol de productie van pro-inflammatoire cytokinen onderdrukken.
Pro-inflammatoire cytokinen, zoals interleukine-1 (IL-1), Interleukine-2 (IL-2), interleukine-6 (IL-6), Interleukine-12 (IL-12), Interferon-gamma (IFN-Gamma) en tumor necrosis factor alpha (TNF-alpha) kunnen zowel de groei van de hersenen als de neuronale functie beïnvloeden. Circulerende immuuncellen, zoals de macrofagen, maar ook gliacellen (microglia en astrocyten) scheiden deze stoffen af. Er wordt veel onderzoek gedaan bij angststoornissen naar het reguleren van de hypothalamusfunctie door middel van cytokinen.
Cytokinen initiëren en controleren immuun- en ontstekingsreacties, in een complexe relatie met aanpassingsreacties om de homeostasis te handhaven. De stressreactie en de ontstekingsreactie zijn nodig om te overleven. Volgens Elenkov e.a. activeren systemische ontstekingsreacties vier belangrijke systemen:
- de acute-fasereactie;
- het ziektegedrag;
- het pijnprogramma;
- de stressreactie.

Deze worden gereguleerd door de HHB-as en het orthosympathische zenuwstelsel. Veel voorkomende aandoeningen, zoals allergieën, auto-immuunziekten, chronische infecties en bloedvergiftiging door bacteriën worden gekenmerkt door een verstoring van het evenwicht tussen cytokinen, die ontstekingsprocessen remmen en cytokinen die de ontsteking bevorderen, en tussen T1- en T2-helpercellen.
Recent onderzoek laat zien dat ontstekingsbevorderende cytokinen een rol spelen bij depressie, manie en de bipolaire stoornis, maar ook bij auto-immuunziekten (zoals Auto-immuun encefalitis (AIE), allergie en chronische infecties.
Chronische uitscheiding van stresshormonen, corticosteroïden en catecholaminen (Ca) kunnen de effecten van neurotransmitters, zoals serotonine, noradrenaline en dopamine, of van andere receptoren in het brein, verminderen en dit kan leiden tot een verstoring van de neurohormonale huishouding. Noradrenaline wordt door orthosympathische zenuwvezels uitgescheiden in hun doelorganen en immuuncellen hebben adrenoreceptoren. Door deze receptoren te stimuleren wordt het vervoer, de circulatie en vermeerdering van lymfocyten beïnvloedt, maar ook de cytokinenproductie en de functionele activiteit van verschillende lymfoïde cellen gereguleerd.
Cortisol en andere corticosteroïden remmen de verdere uitscheiding van corticotropin-releasing hormone (CRH) van de hypothalamus en corticotropine van de hypofyse (negatieve terugkoppeling). Onder bepaalde omstandigheden kunnen stresshormonen ontsteking faciliteren door signaleringswegen te stimuleren en door activatie van Corticotropin-releasing hormone.
Deze verstoringen en de mislukking van de adaptieve systemen om de ontsteking op te lossen beïnvloeden het welzijn van het individu, te denken valt aan gedragsveranderingen, kwaliteit van leven en slaap, maar ook parameters van metabolische en cardiovasculaire gezondheid. Deze ontwikkeling naar een systemische anti-inflammatoire terugkoppeling en/of hyperactiviteit van de lokale pro-inflammatoire factoren dragen bij aan het ontstaan van ziekte.
Deze systemische of neuro-inflammatie (ontsteking) en neuro-immuunactivatie spelen een rol in het ontstaan van verscheidene neurodegeneratieve aandoeningen als de ziekte van Parkinson, ziekte van Alzheimer, multiple sclerose, pijn en aids-geassocieerde dementie. Cytokinen en chemokinen reguleren ook de functie van het centrale zenuwstelsel als er geen immunologische, fysiologische en/of psychische uitdagingen zijn.
De aanwezigheid van neuropeptide-receptoren op immuuncellen en het vermogen van deze cellen om zelf neuropeptiden te produceren in hoeveelheden die fysiologisch werkzaam zijn, suggereren een informatiestroom tussen de hersenen en het immuunsysteem. In de hersenen wordt een bijzondere plaats ingenomen door de hypothalamus, die gezien wordt als een belangrijke bemiddelaar van de psychoneuro-immunologische respons op een stressor.

## Psychoneuroimmunologische effecten
Onderzoekresultaten wijzen er volgens publicaties in het NTvG op dat psychosociale stress van invloed is op de regulatie van het immuunsysteem. Het NTvG publiceerde in 2013 een klinische les over psychodermatologie. Ook bij de huiziekte psoriasis speelt stress een rol.

### Link tussen stress en ziekte
Epidemiologisch onderzoek toont aan dat de kans op overlijden toeneemt in de eerste maand na overlijden van de partner. Theoretici opperen dat stressvolle gebeurtenissen cognitieve en gedragsreacties teweegbrengen die, op hun beurt, sympathisch zenuwstelsel en endocriene veranderingen veroorzaken en dit gaat ten koste van de immuunfunctie
In de literatuur worden het aantal infecties, de progressie van hiv en het ontstaan en voortschrijden van kanker genoemd als gevolgen voor de gezondheid.
Van stress wordt aangenomen dat het de immuunfunctie beïnvloedt via emotionele en/of gedragsveranderingen zoals onrust, angst, spanning, woede en verdriet en door fysiologische veranderingen als hartslag, bloeddruk en zweten. Onderzoekers nemen aan dat deze veranderingen gunstig zijn wanneer deze kort duren, maar wanneer stress chronisch wordt, hebben deze veranderingen een schadelijk effect op het lichaam.
Twee meta-analyses van de literatuur laten een verminderde functie van het immuunsysteem zien bij gezonde vrijwilligers die stress ondervinden. In de eerste meta-analyse die gedaan is door Herbert en Cohen in 1993 hebben zij 38 onderzoeken van stressvolle gebeurtenissen en de immuunfunctie bij gezonde volwassenen bestudeerd. Ze onderzochten studies met acute laboratoriumstressoren (bijv. een spreekbeurt), korte natuurlijke stressoren (bv. medische onderzoeken) en lange natuurlijke stressoren (bijv. scheiding, verlies, werkloosheid). Ze ontdekte dat een constante aanwezigheid van stress samenging met een toename van het aantal witte bloedcellen, maar met een afname van het aantal T-helper-cellen, suppressor-T-cellen en cytotoxische T-cellen, B-cellen en natural-killercellen (NK). Ook verminderde de functie van de T- en NK-cellen en de T-celproliferatiereactie op phytohaemagglutinin [PHA] en concanavalin A [Con A]. Deze effecten waren consistent voor zowel kortdurende als langdurende stressoren, maar niet voor laboratoriumstress. (Proliferatie: toename in aantal). Voor een tweede meta-analyse uit 2001 van Zorrilla et al. werd de studieopzet gebruikt van Herbert en Cohens meta-analyse. Ze analyseerden 75 onderzoeken van stress en immuunfunctie. Natuurlijke stressoren waren geassocieerd met een toename in het aantal circulerende neutrofielen, een afname in het aantal en het percentage van het totale aantal T-cellen als Th-cellen en een vermindering van het percentage NK-cellen en cytotoxische T-cellymfocyten. Ze reproduceerden ook Herbert en Cohens bevindingen van stressgerelateerde verminderingen in NKCC en de T-cel-mitogene proliferatie op Phytohaemagglutinin (PHA) en Concanavalin A (Con A).
Bij een patiënt is de huidziekte "Bulleuze dermatitis artefacta" gediagnosticeerd waarbij psychische stress als mogelijke oorzaak werd gezien. Patiënten met constitutioneel eczeem geven zelf vaak aan dat ze emotionele stress ervaren als de symptomen verergeren. Het hebben van constitutioneel eczeem wordt gezien als de belangrijkste stressor. Negatieve emoties zouden ook kunnen voortkomen uit een onsuccesvolle behandeling van de huidallergie.

### Communicatie tussen de hersenen en het immuunsysteem
- Stimulering van hersengebieden verandert de immunologie (gestreste dieren hebben een veranderd immuunsysteem).
- Immuuncellen produceren cytokinen die het centraal zenuwstelsel beïnvloeden.
- Immuuncellen reageren op signalen van het centraal zenuwstelsel

### Communicatie neuro-endocrien en immuunsysteem
- Cortisol en corticosteroïden enerzijds en catecholaminen zoals noradrenaline en adrenaline beïnvloeden de immuuncellen[34].
- Endorfinen uit de hypofyse en het bijniermerg beïnvloeden het immuunsysteem.
- Activiteit van het immuunsysteem is gecorreleerd met neurochemische/neuro-endocriene activiteit van hersencellen.

### Verbindingen corticosteroïden en immuunsysteem
- Anti-inflammatoire (ontstekingsremmende) hormonen die het organisme in staat stellen om beter op een stressor te reageren.
- Het voorkomen van een overreactie van ons eigen verdedigingssysteem
- Regulatoren van het immuunsysteem.
- Beïnvloeden van de celgroei, - proliferatie en -differentiatie.
- Veroorzaakt immuunsuppressie.
- Onderdrukt de celadhesie, antigeenpresentatie, chemotaxis & cytotoxiciteit; met andere woorden: dempt de ontstekingsreactie
- Toename apoptose (geprogrammeerde celdood).

### Corticotropin-releasing hormone
- De uitscheiding van corticotropin-releasing hormone (CRH) uit de hypothalamus wordt door stress beïnvloed.
- CRH is een belangrijke regulator van de HHB-as;
- CRH reguleert de secretie van corticotropine;
- CRH is wijd verspreid in het brein en daarbuiten;
- CRH reguleert ook de werking van het autonome zenuwstelsel en het immuunsysteem.

Stressoren die de afgifte van CRH bevorderen, onderdrukken de werking van het immuunsysteem. Stressoren die de afgifte van CRH onderdrukken, stimuleren het immuunsysteem. Dit vindt in het brein plaats, want perifere toediening van stoffen die CRH remmen geven geen onderdrukking van de immuunreactie.

## Farmacologische benadering
Voor verdere informatie:
Neuropsychofarmacologie; glutamaatagonisten, cytokineremmers, vanilloïd-receptoragonisten, catecholaminemodulatoren, ion-channel blockers, anticonvulsiva, GABA-agonisten; opiaten; cannabinoïden), COX-remmers, acetylcholinemodulatoren, melatonine, adenosine-receptorantagonisten en verschillende andere medicijnen (inclusief biologische als Passiflora edulis) worden bestudeerd om hun psychoneuro-immunologische eigenschappen.
Antidepressiva, zoals SSRI's, SNRI's en tricyclische antidepressiva die op serotonine-, noradrenaline - en dopaminereceptoren werken, laten ook immunomodulerende (beïnvloeding van het immuunapparaat) en anti-inflammatoire (ontstekingsremmende) effecten zien. Met name op de regulatie van IFN-gamma en IL-10, maar ook TNF-alpha en IL-6. Antidepressiva onderdrukken ook TH1-activatie.
Tricyclische en duale serotonerge-noradrenerge heropnameremmers door SNRI's (of SSRI-NRI-combinaties) hebben ook pijnstillende eigenschappen laten zien. Volgens recent bewijs hebben antidepressiva ook positieve eigenschappen bij experimentele auto-immunologische neuritis in ratten door Interferon bèta (IFN-bèta) te verminderen of door de NK-activiteit te vergroten bij depressieve patiënten.
Meer onderzoek is nodig naar het gebruik van antidepressiva, niet alleen bij psychiatrische ziektebeelden, maar ook bij niet-psychiatrische. Een psychoneuro-immunologische benadering kan nodig zijn voor een optimale therapie bij vele aandoeningen. Misschien kunnen toekomstige antidepressiva worden gemaakt die of de werking van pro-inflammatoire cytokinen tegengaan of de productie van anti-inflammatoire cytokinen bevorderen. Door verder te bouwen op de observaties dat positieve, emotionele gebeurtenissen het immuunsysteem soms versterken, zoals bij mystieke ervaringen het geval is, zouden, volgens Roberts, psychedelische medicijnen dit misschien kunnen doen. Onderzoek naar sIgA ondersteunt zijn hypothese, maar er is meer onderzoek nodig.
In 2013 beschrijven Nathalie Deckx en haar coauteurs een mogelijk verband tussen het neuro-endocriene immuunsysteem en de ontsporing van auto-immuunziekten, zoals multiple sclerose.

## Kritiek
Uit een meta-analyse over 85 studies, gepubliceerd in 2001 in Health Psychology, blijkt dat er beperkt bewijs is voor de hypothese dat psychologische interventies invloed hebben op het menselijk immuunsysteem. Ook zou de literatuur belangrijke conceptuele en methodologische problemen nog moeten oplossen voor er definitieve conclusies getrokken kunnen worden. Uit systematisch literatuuronderzoek blijkt dat gerandomiseerde klinische tests naar het effect van psychotherapie op de overlevingskans bij kanker geen enkele positief resultaat heeft opgeleverd. Volgens James Coyne worden in dit onderzoeksveld positieve resultaten vaak selectief genoemd en vooral achteraf benadrukt. Zowel klinische significante resultaten als een verklaring van de dynamiek tussen het immuunsysteem en kankerontwikkeling zouden nog aangetoond moeten worden. Hier speelt ongetwijfeld ook nog eens mee dat negatieve onderzoeksresultaten vaak niet worden gepubliceerd, zoals onder andere psychiater en wetenschapsjournalist Ben Goldacre aantoont in zijn boek Bad Pharma.